# 松田克彦
松田 克彦（まつだ かつひこ、1965年5月10日 - ）は、日本の元陸上競技選手。陸上競技解説者。平成国際大学専任講師。元十種競技日本記録（7871点）保持者、十種競技1日目得点日本最高記録保持者。長野県出身。順天堂大学卒業。

## 来歴
1988年、日本選手権十種競技で優勝。1989年、日本選手権十種競技で優勝し2連覇を達成。その後、大学の後輩でもある金子宗弘の台頭により国内2番手が定位置となるも、しぶとく活躍。1993年、シュトゥットガルト世界選手権代表に選出され、十種競技に出場した。アジア選手権でも銅メダルを獲得している。
十種競技の中でもスプリント種目で強さを発揮した。スプリント系の種目がそろう1日目は好調で、1日目得点日本最高記録を保持している。反面、投てき種目、特に円盤投げとやり投げを苦手としていたため、2日目に崩れることが多かった。
引退後は富士通を退社し、平成国際大学専任講師に就任。2000年より平成国際大学陸上競技部監督に就任。指導者としてジョン・カーニーやフランシス・ムヒア、神尾大樹、田吹隆一らを育てた。
1993年、世界陸上の棒高跳びにおいて着地に失敗。腰・肋骨・手首などの7箇所を骨折するが、その状況の中、やり投げと1500mをやり抜き10種を終わらせるという超人的な精神力をみせる。激痛に耐え最後の1500mを終えた際、後輩の金子宗弘に出迎えられたシーンは会場の者を感動の渦に巻き込んだ。
2005年、ヘルシンキ世界選手権でTBSの解説者として活躍した。
2006年、日本テレビで放映された24時間テレビの企画で十種競技を行った吉本興業の間寛平のトレーニングコーチを務めた。
2007年、再び24時間テレビに出演。間寛平のトレーニングコーチとして大幅な自己新を実現させた。
現在、日本陸上競技連盟混成競技部長、日本陸上競技連盟強化部員、関東学生陸上競技連盟強化委員などの要職を歴任している。